# Clerks XXX: A Porn Parody
Clerks XXX: A Porn Parody ist eine US-amerikanische, 2013 produzierte Porno-Parodie des Regisseurs B. Skow auf den Film Clerks – Die Ladenhüter.

## Handlung
Der Film ähnelt dem Original, der Schwarz-Weiß-Komödie aus dem Jahr 1994. Sie handelt von jungen Menschen, die ihre Zeit vertrödeln, indem sie unglaublich langweiligen Jobs in einem schlecht laufenden Shop und einer Videothek nachgehen. Dana (Haze) spielt die Rolle des Dante aus dem Originalfilm. Sie arbeitet in einem Sexshop.

## Wissenswertes
Der Film, den Jayden und Barry in einer Szene sehen, ist Sex Asylum 2: Sheer Bedlam aus dem Jahr 1986, insbesondere Szene 9 mit Paul Thomas, Tom Byron und Barbara Dare. Später sieht Lexi den Film Marissa aus dem Jahr 2000. John Decker und Cassidey sind in non-Sex-Szenen zu sehen.

## Auszeichnungen
- 2014: AVN Award – Best Screenplay – Parody
- 2013: XCritic Editor’s Choice Awards – Best Parody – Comedy
- 2013: XCritic Editor’s Choice Awards – Best Actress – Parody Release (Allie Haze)